# 220 (pjesma)
"220" je drugi singl grupe t.A.T.u. s njihovog albuma Vesyolye Ulybki. Objavljen je u travnju 2008., a njegova engleska verzija, "Sparks" 13. travnja 2010. Snimljen je u Moskvi, autor teksta i muzike je Valerij Polienko.
Naslov pjesme odnosi se na 220 volti, standardni napon u Rusiji i mnogim ostalim državama na svijetu.

## Video
Video je u kabaret stilu 30-ih i 40-ih. 10. lipnja 2008. video je bio na početnoj stranici video.google.com, što znači da je tada bio najpopularniji na svijetu. Na YouTube-u je pogledan preko milijun puta.

## Remiksi pjesme
- "220" (Extended Invasion Remix) (4:47)
- "220" (Pavel Smoliakov Remix) (3:51)
- "220" (DJ Karma Remix) (5:23)
- "220" (Anaeiz's Remix) (3:10)
- "220" (IBBI Remix) (2:37)
- "220" (P.R.O. Mix) (4:05)